# Bissezeele

Bissezeele este o comună în departamentul Nord, Franța. În 1 ianuarie 2022 avea o populație de 242 de locuitori.